# ايومي تاكانو
ايومي تاكانو (باليابانية: 高野あゆ美) (و. 1973 – م) هي ممثلة، وممثلة أفلام من اليابان. ولدت في طوكيو.

## وصلات خارجية
- ايومي تاكانو على موقع IMDb (الإنجليزية)
- ايومي تاكانو على موقع قاعدة بيانات الفيلم (الإنجليزية)